# روبين خورادو
روبين خورادو (بالإسبانية: Rubén Jurado)‏ (25 أبريل 1986 بإشبيلية في إسبانيا - ) هو لاعب كرة قدم إسباني في مركز الهجوم. لعب مع أتليتيكو بالياريس وبياست غليفيتسه ونادي تارغو موريش وCD Mairena ‏ وHellín Deportivo ‏ ونادي ديبورتيفو أوتررا وUD Almansa ‏ ونادي كاسيرينو.

## وصلات خارجية
- روبين خورادو على موقع قاعدة بيانات كرة القدم.إي يو (الإنجليزية)
- روبين خورادو على موقع Soccerway.com (الإنجليزية)